# 蓬茨祖運
蓬茨 祖運（ほうし そうん、1908年5月30日 - 1988年9月20日）は、浄土真宗の僧、仏教学者。
石川県出身。大谷大学卒。真宗大谷派参務。1970年九州大谷短期大学教授、二代目学長。賢隆寺住職。宇宙物理学者・蓬茨霊運は長男。

## 著書
- 『良子の宗教』文明堂 1963
- 『観無量寿経講話』東本願寺出版部 1966
- 『帰命の伝統 蓬茨祖運集』教育新潮社 現代真宗名講話全集 1969
- 『仏陀釈尊伝』東本願寺出版部 真宗カリキュラム資料 1970
- 『歎異抄講座-念仏者の世界』白川書院 1975
- 『浄土願生偈講話』東本願寺出版部 聖典シリーズ 1983
- 『嘆仏偈講話』東本願寺出版部 聖典シリーズ 1983
  - 『嘆仏偈』蓑輪秀邦補訂 真宗大谷派宗務所出版部 2014
- 『八相成道』東本願寺出版部 聖典シリーズ 1983
- 『勧衆偈講話』真宗大谷派宗務所出版部 聖典シリーズ 1984
- 『現世利益和讃』真宗大谷派宗務所出版部 聖典シリーズ 1984
- 『二河白道の譬喩 真宗大谷派宗務所出版部 聖典シリーズ 1984
- 『『教行信証』の基礎講座』真宗大谷派宗務所出版部 1986
- 『蓬茨祖運集』教学研究所編 真宗大谷派宗務所出版部 2012-2013

### 共著
- 『誕生のこころ』金子大栄共著 東本願寺出版部 1973